# La llama doble
La llama doble es un ensayo del escritor mexicano Octavio Paz. Fue publicado en 1993, tres años después de que su autor recibiera el Premio Nobel de Literatura.

## Reseña
«La llama doble. Amor y erotismo». Trata sobre el amor en Occidente.
El título lo explica Paz en el Liminar:

Según el Diccionario de Autoridades la llama  es "la parte más sutil del fuego, que se eleva y levanta a lo alto  en figura piramidal". El fuego original y primordial, la sexualidad, levanta la llama roja del erotismo y éste, a su vez, sostiene y alza otra llama, azul y trémula: la del amor. Erotismo y amor: la llama doble de la vida.

## Índice
1. Los reinos de Pan
2. Eros y Psiquis
3. Prehistoria del amor
4. La dama y la santa
5. Un sistema solar
6. El lucero del alba
7. La plaza y la alcoba
8. Rodeos hacia una conclusión
9. Repaso: la doble llama

## Datos de las ediciones
- Editorial Planeta Mexicana, S.A. de C.V.
- Sello editorial: Seix Barral
- Trigésima cuarta reimpresión, (México), febrero de 2009. ISBN 978-968-6005-80-6

- Datos: Q5967170